# قائمة الوديان في الإمارات العربية المتحدة
هذه قائمة بالوديان في الإمارات العربية المتحدة حيث لا يوجد في الإمارات العربية المتحدة أي أنهار دائمة لكن توجد وديان وهي مجرى نهر جاف بشكل دائم أو متقطع ومرتبة حسب حوض الصرف.

## الخليج العربي
- يطلق على خور دبي أحيانًا نهر ولكنه مدخل للمياه المالحة في دبي
- وادي البطحاء في أم القيوين
- وادي بيه في رأس الخيمة ودبا الحصن وسلطنة عمان

## خليج عمان
- وادي العبادلة في رأس الخيمة والفجيرة
- وادي حام في الفجيرة
- وادي الحلو في الشارقة
- وادي حتا في دبي
- وادي سيجي في الفجيرة ورأس الخيمة
- وادي شي في الشارقة
- وادي الوريعة في الفجيرة
- وادي زكت في الفجيرة
- وادي نقب مجرى مائي موسمي في إمارة رأس الخيمة

## داخلي
- وادي حفيت بالقرب من العين في أبو ظبي [1] [2] [3] [4] [5]
- وادي المدينة في رأس الخيمة